# Пять невест (фильм, 2011)
«Пять неве́ст» — российская кинокомедия 2011 года режиссёра Карена Оганесяна, вышедшая в прокат 29 сентября 2011 года.

## Сюжет
Лето 1945 года. Вскоре после победы бравые лётчики-истребители Вадик, Лёша, Гарик, Ваня и Миша, мающиеся от безделия ввиду отсутствия вылетов, надеются вернуться в родные места, а некоторые, в частности Вадик — воссоединиться с возлюбленными, которых уже не видели несколько лет. Впрочем, все их планы на ближайшее будущее оказываются несбыточными, так как их часть оставляют в Германии, их-за чего лётчики впадают в состояние, близкое к депрессии. С этим они борются, симулируя полёты в старой беседке. Вдруг приходит сообщение, что одного лётчика командируют на военный завод в Смоленскую область. «Неожиданно» «везёт» Лёше Каверину. 
Той же ночью Вадик просит Лёшу по прибытии того на Смоленщину жениться на девушке Насте Карповой «за него», используя его документы. Тогда же «простой» план превращается в авантюру — почти все друзья тоже попросили «привезти им жён», отдав ему свои документы и обручальные кольца. Кроме того, наутро Гарик практически уже перед вылетом также отдаёт свои документы Лёше с той же целью.
Лёша летит на Ли-2 на Смоленщину. По прибытии Лёше майор Выхристюк проводит инструктаж по общению с местным населением. 
Вскоре Лёша ловит попутную почтовую «полуторку», которой (на удивление Каверина) управляет девушка Зоя Скворцова. Через некоторое время они застревают в грязи. В то время как Лёша выталкивает машину, Зоя случайно роняет сумку Каверина, а из неё вываливаются удостоверения личности его друзей. Решив, что Каверин — немецкий шпион, она огревает его по голове, связывает и отвозит в комендатуру. Коменданта на месте не оказывается, и Зоя лезет в кузов проверить Лёшу, который уже высвободился. Он валит её, затыкает рот (сначала поцелуем, а затем плотно набив рот пирожками) и объясняет, что это документы его друзей. Объяснения прерываются возвратившейся комендантшей Галиной Никишиной, и Лёша на ходу сочиняет историю, что приехал в гости к Зое и привёз комендантше пирожки.
Позднее, к обеду, Лёша прибывает в дом Насти, где все принимают его именно за Вадика, буквально не давая вставить ему и слова, при этом затаскивают его на застолье, а затем в ЗАГС, где он всё же сообщает Насте правду насчёт своей личности. От шока Настя теряет сознание. Позднее, придя в себя, она убегает, но Каверин вместе со Скворцовой её ловят, и он всё объясняет, под безудержный смех Зои. В итоге, он вынужден остаться на очередное застолье, где он рассказывает Насте детали авантюры, в которую он ввязался. Та в ответ предлагает Кате выйти за одного из друзей Лёши. Катя соглашается сбежать под предлогом проводить Настю до аэродрома, но в итоге образовывается целая делегация «нежелательных» провожающих в виде отца Насти и всей деревни на тракторе и повозках.
В машине Зоя обзывает Катю «кукушкой», а Катя обзывает Зою «чумичкой». Каверин старается не ввязываться в ссору, но Зоя кидается в кузов и начинает драку с Катей. Лёша, видя приближение деревенских, сам прыгает за руль и увозит всех в деревню, что бы забрать вещи Кати. Каверин лезет в дом Кати, где видит, что Катя ссорится со своей семьёй, в частности со своей сестрой Асей. Он разруливает ссору довольно глупым образом, а их бабушка, самоустранившаяся от ссоры ещё раньше, отдаёт Кате фату и отпускает её с миром. Они едут в другой ЗАГС, где его и Катю расписывают. Тут же возникает серьёзная проблема — их застаёт Андрей, который едва не убивает Лёшу, а на улице сельские под началом отца Насти устраивают погоню за «двоежёнцем» по всей деревне. Каверину удаётся запрыгнуть в кузов машины Зои и уехать от разъярённых деревенских. Андрей сообщает комендантше о «двоежёнце» Каверине (который ей сразу не понравился). 
Тем временем машину героев тормозит патруль военных, которые (так как Каверин воспользовался документами Мазаева) принимают Лёшу за доктора и через лес ведут в деревню, где рожает женщина, муж которой уверен, что ребёнок не его, и угрожает из нагана застрелить любого, кто войдёт в дом, пока сельские не скажут, кто же отец. Пока Каверин делает вид, что принимает роды, при этом попадая под критику бывшего фронтового санитара Маруси, Зоя оставляет невест и идёт в деревню, где её помощь уже не требуется. Егор (муж роженицы) понимает, что во всём виноват Дедась — рыжий старичок (скорее всего ветеран Первой мировой войны) из их деревни (ребёнок родился с рыжими волосами). Каверин, убегая из деревни, попадает под допрос Маруси. В деревню прибывает настоящий доктор, и все понимают, что первый врач и есть тот самый «двоежёнец», и гонятся за ними. Тем временем он с девушками скрывается в бане, где скрывается и Дедась, который благословляет Марусю на дорогу. Затем они возвращаются на дорогу, но машины нигде нет — Катя, не умея водить, попыталась отогнать машину с дороги и загнала её на валежник. Каверин смеётся от произошедшего.
По дороге машина глохнет — закончился бензин. Каверин с девушками пробираются в деревню, где Зоя пытается достать бензин, а Лёша с Катей — ищут невесту. В итоге, Зоя достаёт бензин, но вынуждена поцеловать местного пьянчугу, чем вызывает ревность у Каверина. Вскоре после получения стеклянной фляги в сарай приходит отец Насти со своей «делегацией», при этом Настя оказывается в руках родственников. Почти сразу там оказываются местные девушки, которые, побуждённые странным предложением Кати, приводят к тому, что Каверин с Зоей оказываются под перекрёстным огнём и сбегают через крышу. Они едут в ЗАГС, где их регистрирует подруга Маруси Лилия Синицына, но их арестовывает Галина Никишина. Синицына переживает допрос комендантши, девушки оказываются в своих деревнях, а Лёша с Зоей сидят запертые в каморке. Их вытаскивает Лилия, которая на грузовике Зои вырывает стену здания. 
После побега они едут по деревням, с относительной лёгкостью вытащив Марусю (с помощью Дедася, упрятавшего её в бочку) и Катю (переодевшуюся в одежду сестры Аси). Однако с Настей возникает проблема — её охраняют вооружённые родственники и селяне. В итоге они разрабатывают спецоперацию — они привозят связанного Лёшу и говорят ждать комендантшу (на самом деле немногим ранее они угнали мотоцикл комендантши, и теперь Лилия изображает её). Когда она приезжает, связанного Каверина сажают в коляску, а Андрей едет с ними. Когда они уехали, Катя вытаскивает Настю, где они, спалившись, сбегают на машине Зои. Тем временем Андрей понимает, что комендантша фальшивая, и под дулом ружья заставляет объясниться и Лилию, и Каверина насчёт своих планов. Они разбегаются в разные стороны, мельтеша перед глазами Андрея, и тот стреляет в Лёшу, который падает с обрыва. Лилия при этом думает, что Каверина убили, о чём сообщает остальным девушкам. Однако вскоре появляется и сам Каверин, которого избивают платками, а затем наперебой расспрашивают его и поддерживают его, поскольку его шатает после этого.
Позднее они добираются до аэродрома, где Выхристюк гневается насчёт внешнего вида Каверина и «жён офицеров». Впрочем, его настигает комендантша, которая обвиняет Каверина в многожёнстве, но под давлением отсутствия прямых улик (в частности, в отсутствие свидетелей) и под давлением Выхристюка, Каверина отпускают, и все они (за исключением Зои) садятся на самолёт. На борту Лёшу закидывают тряпками, намекая на то, что и ему нужна жена (в лице Зои), и он бежит навстречу ей. Комендантша расписывает Лёшу и Зою прямо на капоте её «полуторки».
В Германии, когда самолёт прибывает, оставшиеся друзья Лёши видятся со своими жёнами (впервые в жизни) и они все фотографируются на фоне нарисованных берёз. В тот же момент Выхристюк гоняется за своей женой Аллой, которая изменила ему в очередной раз…
Фильм заканчивается словами «Нашим бабушкам и дедушкам посвящается!»

## В ролях
- Данила Козловский — старший лейтенант Алексей Петрович Каверин
- Елизавета Боярская — Зоя Сергеевна Скворцова
- Артур Смольянинов — старший лейтенант Вадим Михайлович Добромыслов
- Светлана Ходченкова — Анастасия Карпова
- Владимир Яглыч — младший лейтенант Михаил Ломакин
- Юлия Пересильд — Катя и Ася
- Александр Лойе — капитан Иван Мазаев
- Ксения Роменкова — Маруся Епифанова
- Хорен Левонян — старший лейтенант Гарик Маргарян
- Ирина Пегова — Лилия Синицына
- Марина Голуб — майор Галина Никишина
- Андрей Федорцов — майор Выхристюк
- Анна Табанина — Алла
- Михаил Горевой — подполковник Кузичев, политрук
- Валерий Золотухин — Дедась
- Игорь Савочкин — Андрей
- Константин Воробьёв — отец Насти, Савелий Карпов
- Алексей Дмитриев — Егор
- Анна Цуканова — несостоявшаяся невеста

## Съёмочная группа
- Режиссёр-постановщик — Карен Оганесян
- Автор сценария — Юрий Коротков,
Ирина Пивоварова,
Сергей Калужанов
- Продюсер — Сергей Даниелян
Арам Мовсесян
Денис Фролов
- Оператор-постановщик — Илья Дёмин
- Художник-постановщик — Игорь Топилин
- Художник по костюмам — Людмила Гаинцева
- Композитор — Илья Духовный
- Звукорежиссёр — Сергей Чупров

## Награды и номинации
- 2011 — Кинофестиваль «Окно в Европу»
  - Приз «Золотая ладья» за 2 место в конкурсе «Выборгский счёт» — Карен Оганесян